# Труш Іван Іванович
Іва́н Іва́нович Труш (18 січня 1869, Висоцько — 22 березня 1941, Львів) — український живописець-імпресіоніст, майстер пейзажу і портретист, мистецький критик і організатор мистецького життя в Галичині. Його називали поетом кольору та Сонця.

## Життєпис
Народився у селі Висоцько Бродівського повіту (тепер — Львівська область). Навчався в Бродівській гімназії, Краківській Школі образотворчих мистецтв (1891 — 1897, у класі Леона Вичулковського і Яна Станіславського), у Відні (1894) і Мюнхені (1897, у Антона Ажбе); під час студій у Кракові приятелював з Василем Стефаником.

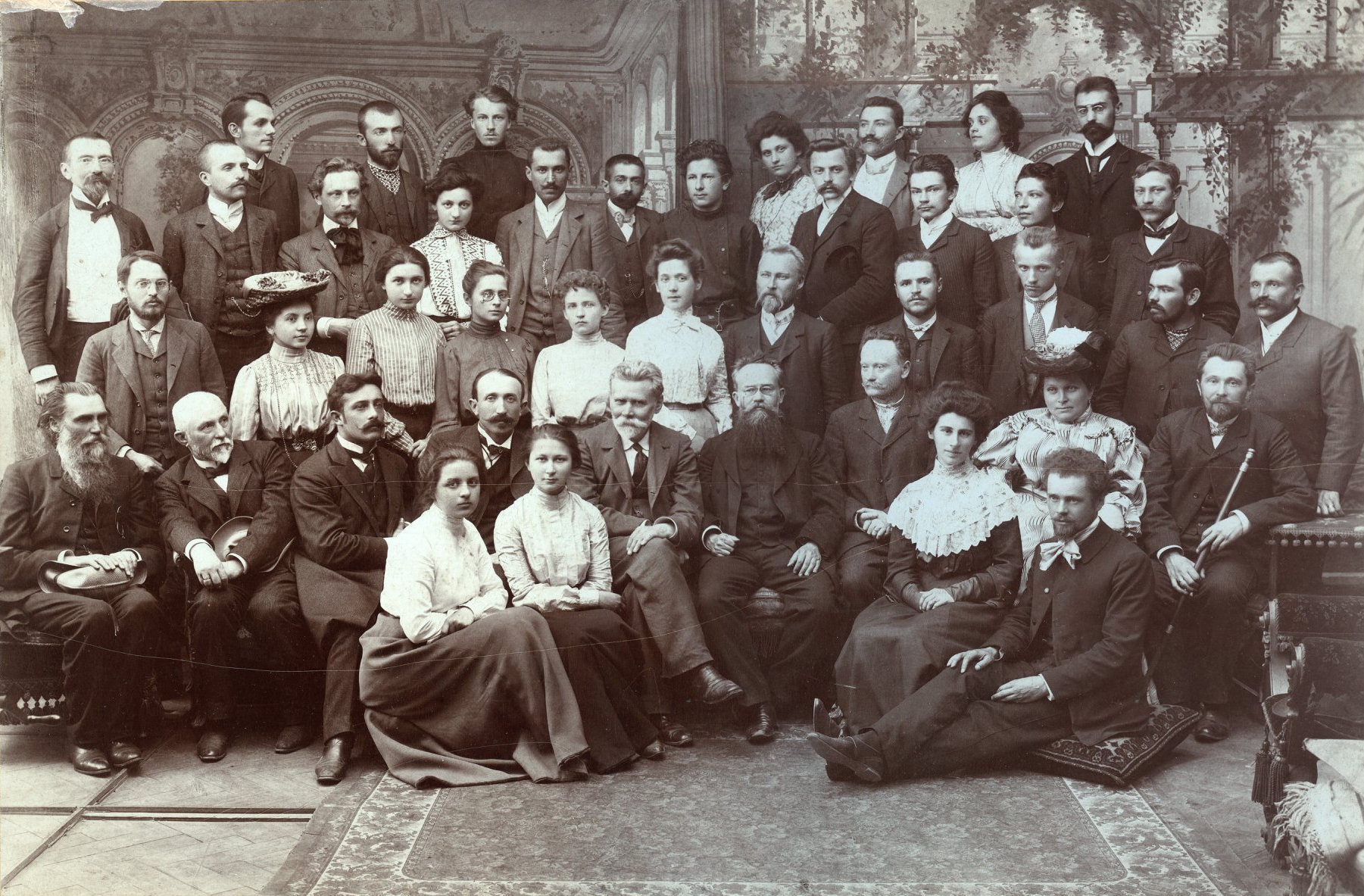
Викладачі та студенти Наукових курсів українознавства у Львові (організованих ТПУНЛШ), 5 липня 1904 р. Зліва направо: перший ряд (сидять): М. Дверницька, В. Чикаленківна, А. Трушева, І. Труш;
другий ряд (сидять): П. Рябков, Т. Ревакович, І. Брик, М. Ганкевич, Хв. Вовк, М. Грушевський, І. Франко, М. Грушевська, Вол. Гнатюк;
третій ряд (стоять): Вол. Дорошенко, М. Підлісецька (Мудракова), Г. Чикаленківна, К. Голицинська, О. Андрієвська, М. Липа, І. Липа, Ф. Шолудько, В. Панейко, Л. Сміщук, Л. Гарматій;
четвертий ряд (стоять): Вол. Лаврівський, Е. Голицинський, Юл. Бачинський, М. Крушельницька (Дроздовська), Дм. Дорошенко, Я. Грушкевич, Л. Чикаленко, Мих. Грушкевич, Ст. Дольницький, А. Хомик, М. Росткович;
п'ятий ряд (стоять): Юл. Ситник, Ол. Скоропис, Дм. Розов, Д. Старосольська (Шухевичівна), Вол. Загайкевич, Т. Єрми (п-ні Боднарова), Мих. Мочульський.

З 1898 року в Львові, де приєднався до українського мистецького і громадського життя, зблизився з Іваном Франком і зв'язався з Науковим Товариством імені Шевченка (НТШ), для якого виконував різні мистецькі роботи (зокрема портрети).
|  | Нам треба стояти… ногами на нашій землі, головою бути в Європі, а руками обхоплювати якнайширше справи української нації |

У 1900 році Олена Пчілка запросила Івана Труша на Полтавщину. Тут у родинному маєтку Драгоманових в Гадячі познайомився зі своєю майбутньою дружиною Аріадною Драгомановою, дочкою Михайла Драгоманова. 21 січня 1904 р. Іван та Аріадна обвінчалися у Києві.
З ініціативи НТШ виїжджав на Наддніпрянщину, де встановив контакт з митцями та діячами культури. Труш відбув мистецькі подорожі до Криму (1901—1904), Королівства Італія (1902, 1908), Єгипетського хедивату і Османської Палестини (1912). Ініціював і організував перші мистецькі професійні товариства в Галичині: Товариство для розвою руської штуки (1898) та його три виставки, Товариство прихильників української науки, літератури і штуки (1905) і його першу «Виставку українських артистів», в якій взяли участь також київські митці: Михайло Жук, Микола Бурачек, Фотій Красицький. 1905 видавав (з С. Людкевичем) перший український мистецький журнал «Артистичний вісник». Виголошував прилюдні лекції з мистецтва і літератури, виступав як критик і публіцист на сторінках «Будучности», «Літературно-наукового вісника», «Молодої України», «Артистичного вісника», «Діла», «Ukrainische Rundschau» (його статті зібрані в книзі «Труш про мистецтво і літературу». — К., 1958).
Родина Івана та Аріадни Труш мала 4 дітей: Оксану, Аріадну (21 січня 1906, в одруженні Слоневська), Мирона (1908) та Романа (23 серпня 1914).
Помер 22 березня 1941 року у Львові. Похований на Личаківському цвинтарі, поле № 1.

## Творчість

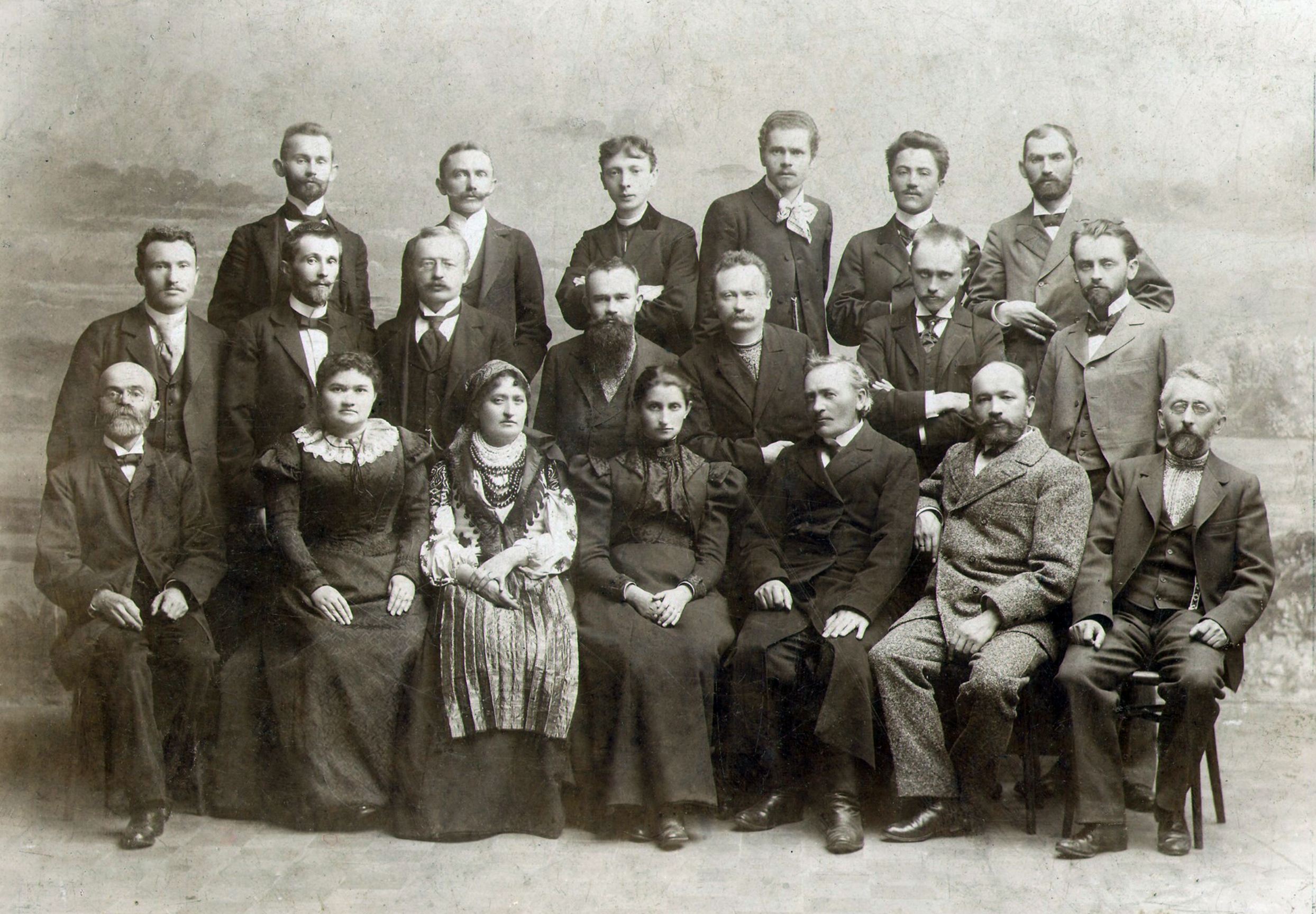
Учасники з'їзду українських письменників у Львові з нагоди 100-річчя виходу в світ «Енеїди» Котляревського, 1898 р: Сидять у першому ряду: Михайло Павлик, Євгенія Ярошинська, Наталія Кобринська, Ольга Кобилянська, Сильвестр Лепкий, Андрій Чайковський, Кость Паньківський (старший). Стоять у другому ряду: Іван Копач, Володимир Гнатюк, Осип Маковей, Михайло Грушевський, Іван Франко, Олександр Колесса, Богдан Лепкий. Стоять у третьому ряду: Іван Петрушевич, Філарет Колесса, Йосип Кишакевич, Іван Труш, Денис Лукіянович, Микола Івасюк.

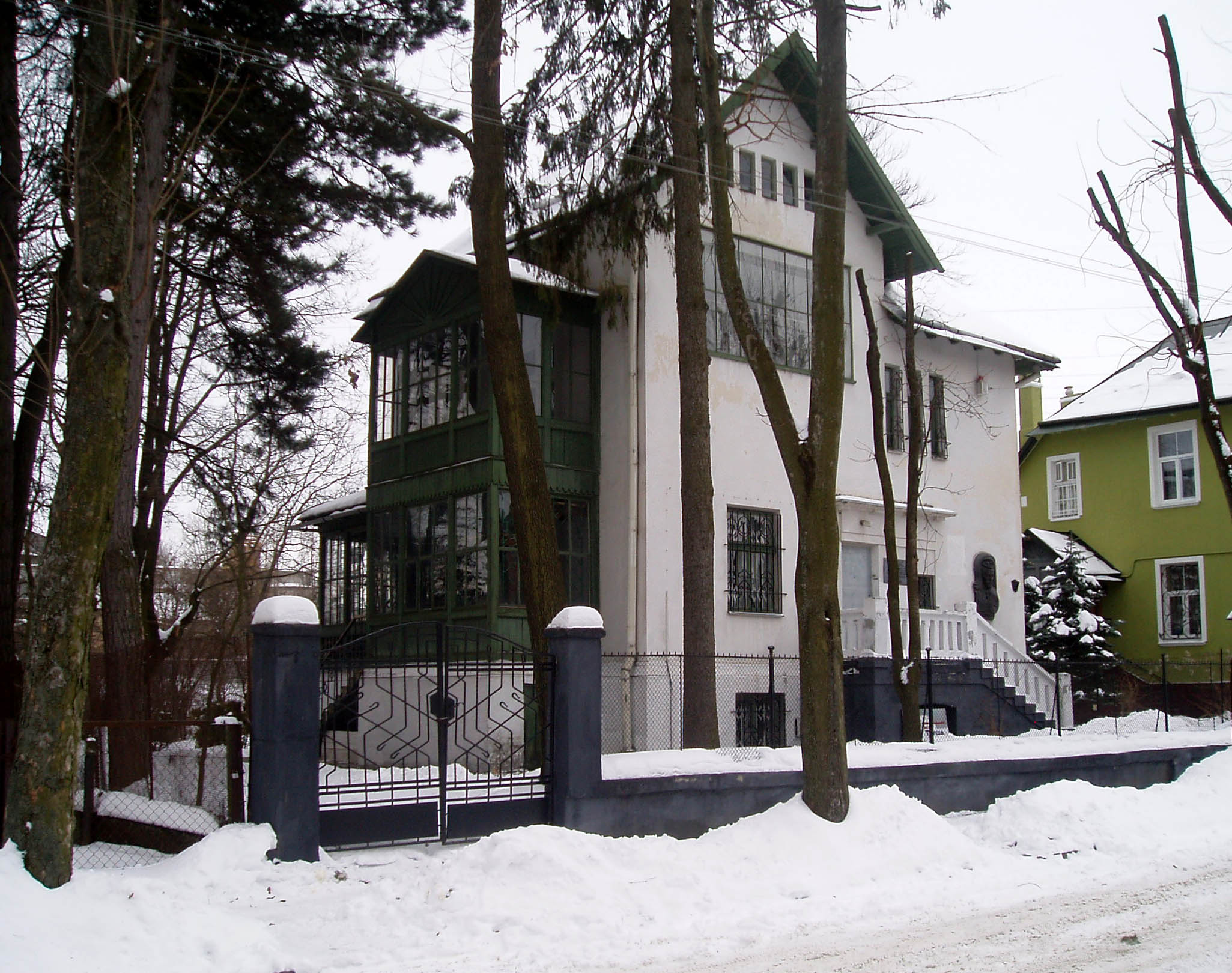
Меморіальний музей Івана Труша у Львові

Іван Труш — один з найвизначніших українських митців-імпресіоністів, вельми своєрідний колорист. Своєю творчістю він розпочав відродження галицького малярства. Труш насамперед інтимний маляр-лірик. В численній мистецькій спадщині Труша (понад 6 000) до пейзажних шедеврів належать: «Захід сонця в лісі» (1904), «Самітна сосна», «Полукіпки під лісом» (1919), «В обіймах снігу» (1925), «Копиці сіна», «Місячна ніч над морем» (1925), цикли «Життя пнів» (1929), «Луки і поля», «Квіти», «Сосни», «Хмари», «Дніпро під Києвом» (1910); краєвиди Криму, Венеції, Єгипту, Палестини. Труш малював також пейзажі з архітектурними мотивами («Михайлівський собор», «Андріївська церква» в Києві, «Могила Т. Шевченка», «Єгипетський храм» тощо). Мазок картин Труша соковитий, колорит спершу живий, у пізніших картинах стонований. Труш дав також чимало жанрових картин («Гагілки», «Гуцулка з дитиною», «Трембітарі», «Прачки», «Гуцулки біля церкви», «Араби в дорозі», «Арабські жінки»), які відзначаються лаконізмом мистецької мови і простотою композиції.
Багато подорожував, відвідав Крим, Єгипет, Святу Землю, країни Європи. Звичайно, це не могло не відбитися на його картинах. У Єгипті біля сфінкса була зроблена фотографія, за якою пізніше виготовили пам'ятник І. Трушеві у Львові.
Крізь усю творчість митця пройшов мотив самотньої сосни посеред степу (створив декілька цих однойменних пейзажів), широкої, розлогої, обшарпаної вітрами, паленої сонцем, проте усе ж таки вільної і прекрасної… Цей образ вважають символом самого автора.
Труш створив галерею психологічних, академічних за типом, портретів (Аріадни з Драгоманових, дружини митця, кардинала Сильвестра Сембратовича, Івана Франка, Василя Стефаника, Лесі Українки, П. Житецького, Михайла Драгоманова, Миколи Лисенка, автопортрет та ін.).
Портрет Лесі Українки, створений 1900 року, виконаний в стриманій кольоровій гамі. Молода і досить просто вдягнена жінка з простими рисами обличчя, швидше приємними ніж красивими. Глядач одразу помічає проникливий погляд великих, переповнених мудрістю і стражданням очей. Це очі Лесі, пристрасної, войовничої, непереможної, як сама правда і беззахисно-втомленої. Цей портрет показав усю силу таланту І. Труша.
Особливістю творів Труша на побутові теми є те, що він не розповідає про побут, не розписує деталі, а зводить сюжетну основу картини до мінімуму. Вражають монументальність постатей гуцулів у картині «Трембітарі», органічно злитих з гірським краєвидом, декоративність вирішення полотна «Гуцулка з дитиною» (1912), у якій персонажі подані на тлі соковитої зелені та синяви пригасаючого дня. Художник не лише передає красу людей і гуцульських костюмів, а й будує свої твори у злагоді з декоративними прийомами народних майстрів.
Перша виставка Труша відбулася у Львові 1899 року. Відтоді часто виступав з індивідуальними виставками та брав участь в збірних виставках українських і польських митців у Львові, Києві, Полтаві, Кракові, Познані, Варшаві, а також Лондоні, Відні, Софії. Велика ретроспективна виставка його творів відбулася посмертно у Львові 1941 року. Найбільші колекції творів Труша зберігаються у Львівському музеї українського мистецтва та його дочки Ади Труш у будинку, де жив мистець.
Наприкінці 1930-х років картину Івана Труша «Пейзаж із околиць Неаполя» було подаровано Національному музею у Кракові. Під час Другої світової війни з музею безслідно зникло понад 120 картин, у тому числі й цей твір І. Труша. Ці полотна були включені до бази даних військових втрат Міністерства культури та національної спадщини Польщі. У березні 2018 р. цю картину та ще дві роботи польських майстрів з'явилися у переліку лотів одного з варшавських аукціонів. Ця знахідка свідчить про те, що викрадені німцями картини імовірно ніколи не вивозилися за межі країни, а стали об'єктами мародерства та крадіжок у повоєнній Польщі.

### Цикли картин
- Квіти
- Луги і поля
- Жидівські цвинтарі
- В обіймах снігу
- Про самоту
- З життя пнів

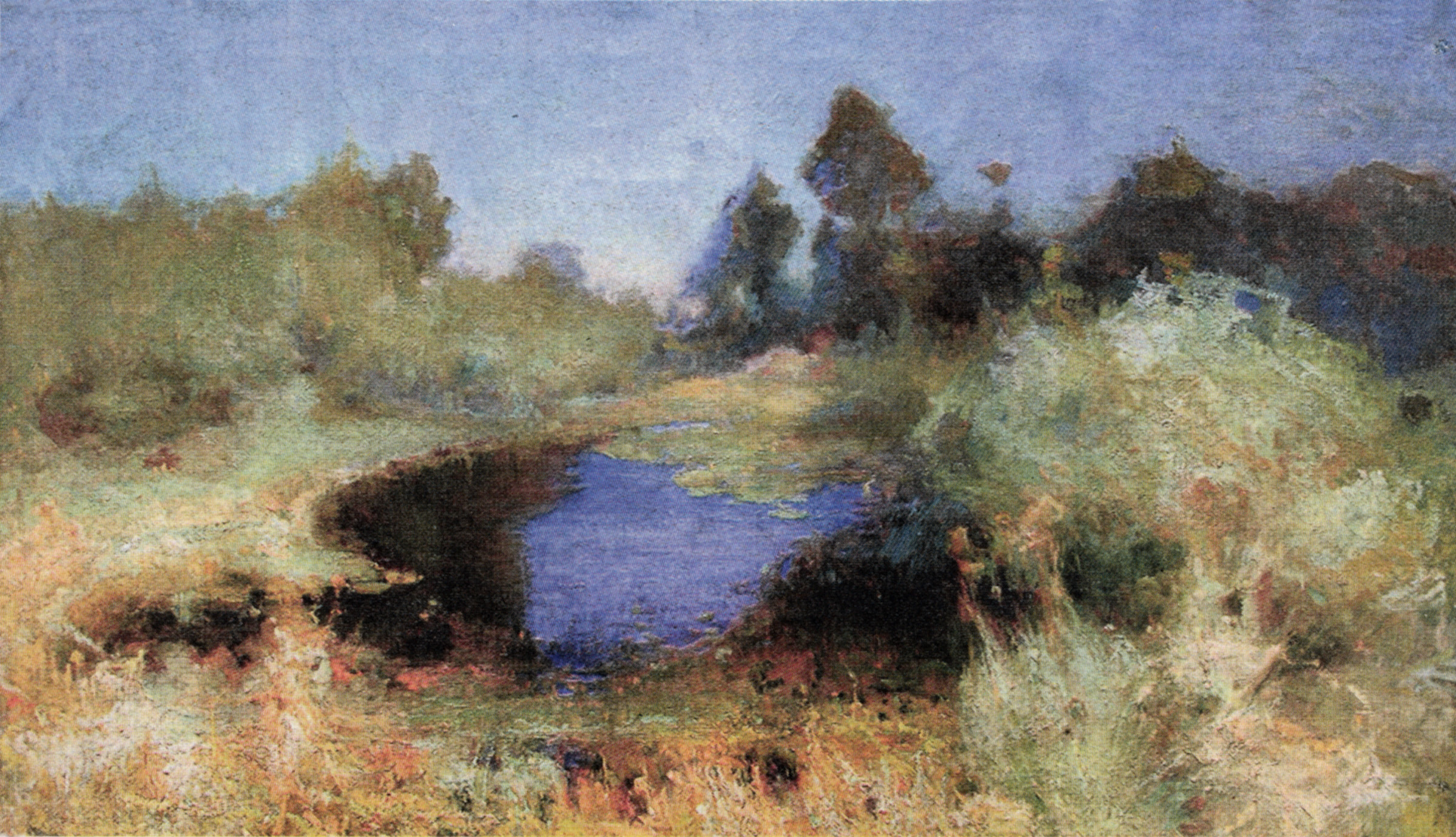
Ставок
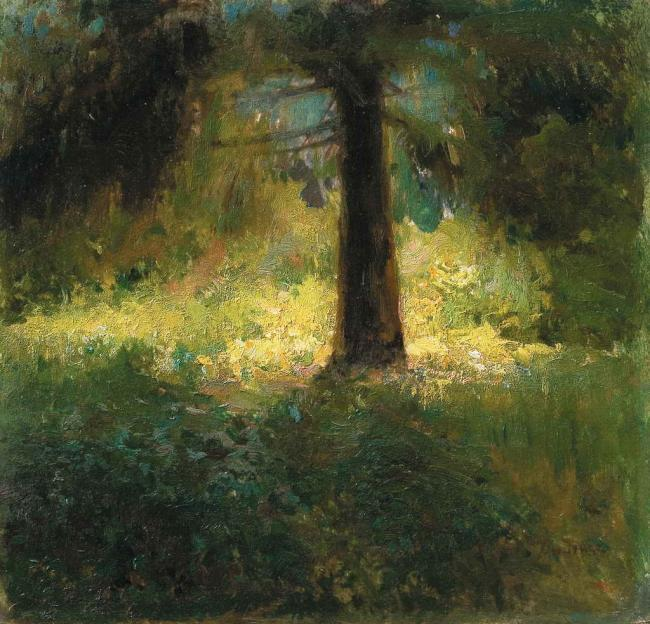
Промені сонця
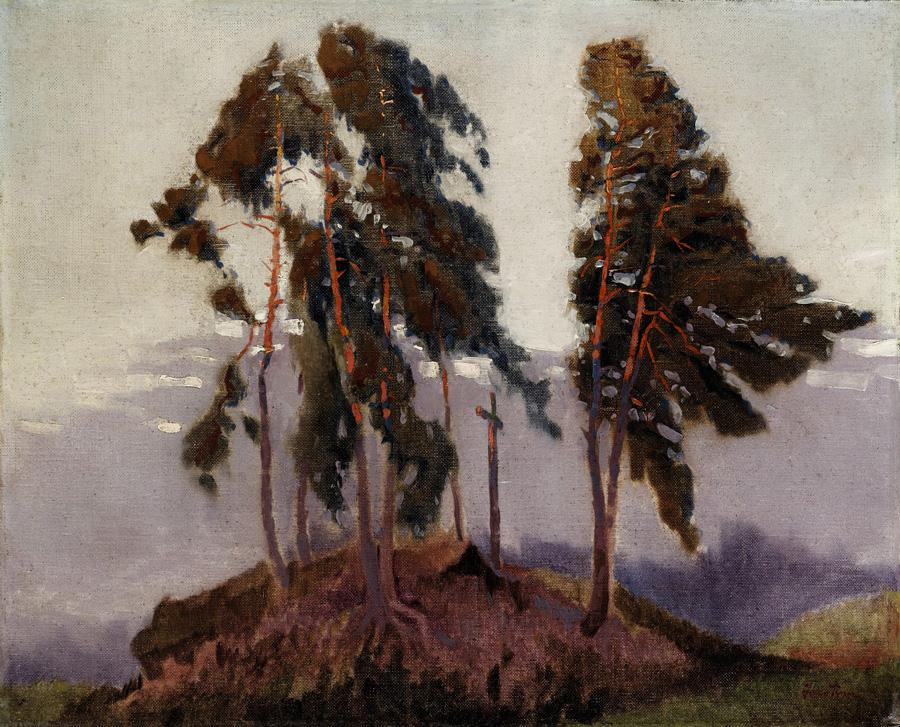
Вечірнє сонце
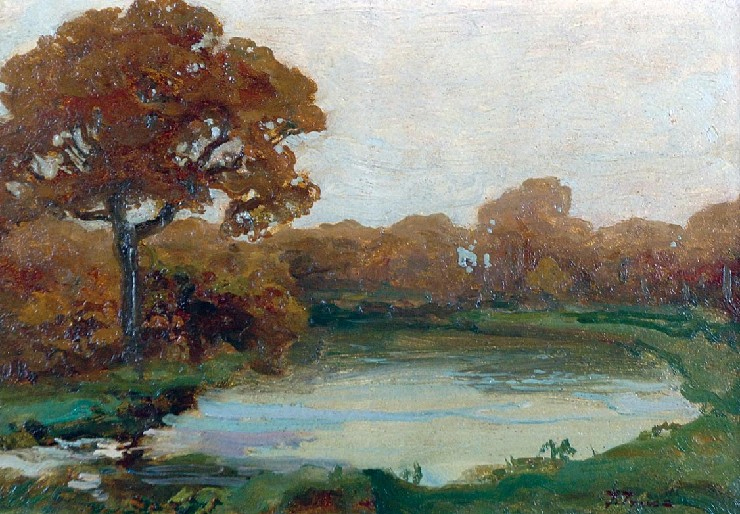
Кола на воді
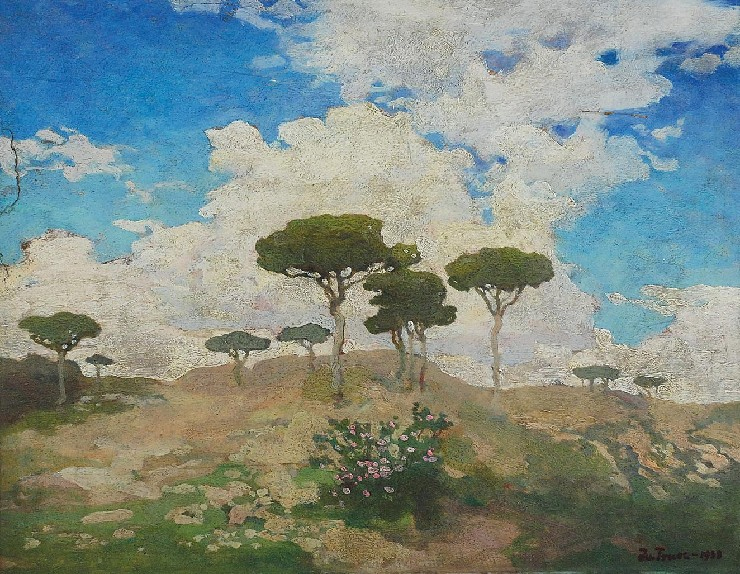
Сосни на скелі
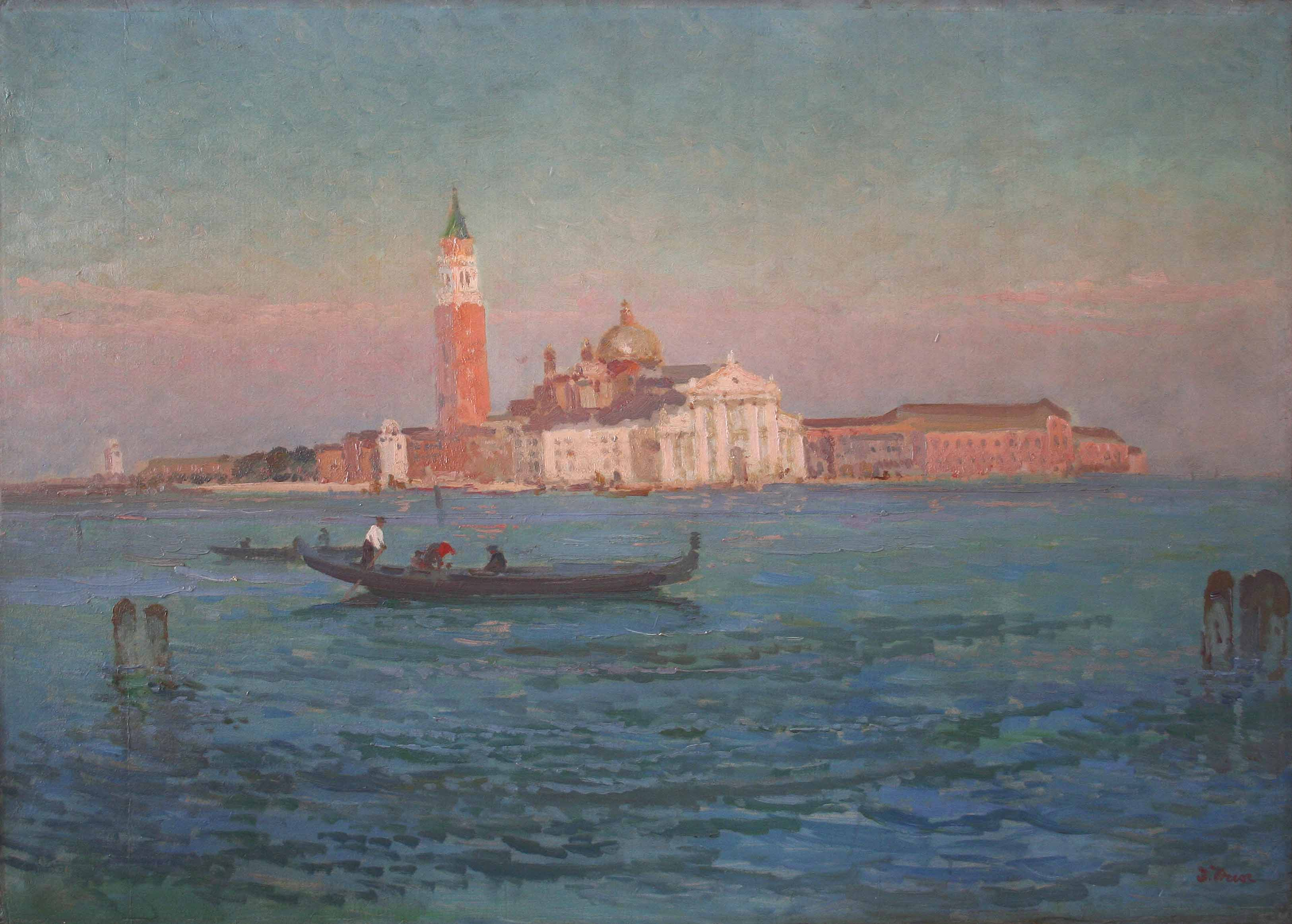
Венеція
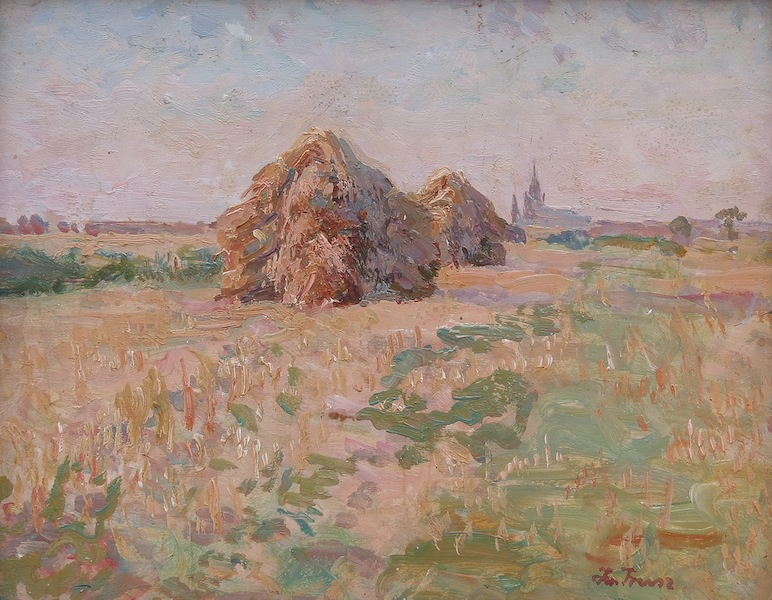
Копиці
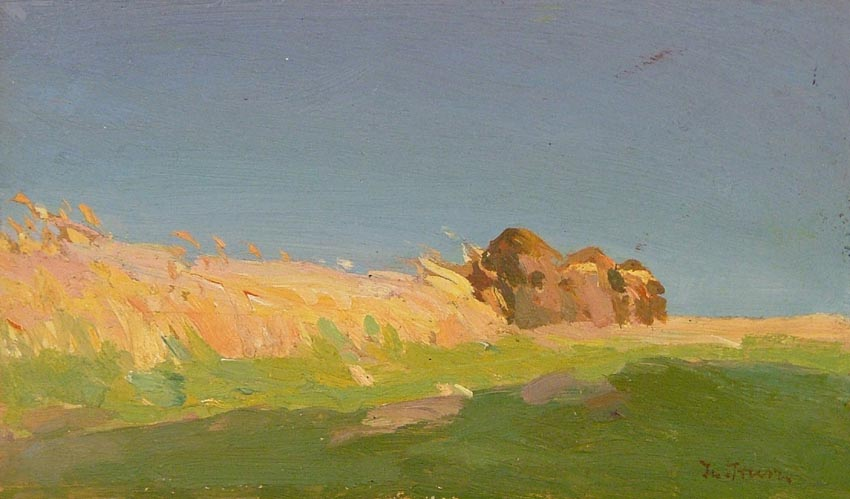
Літо
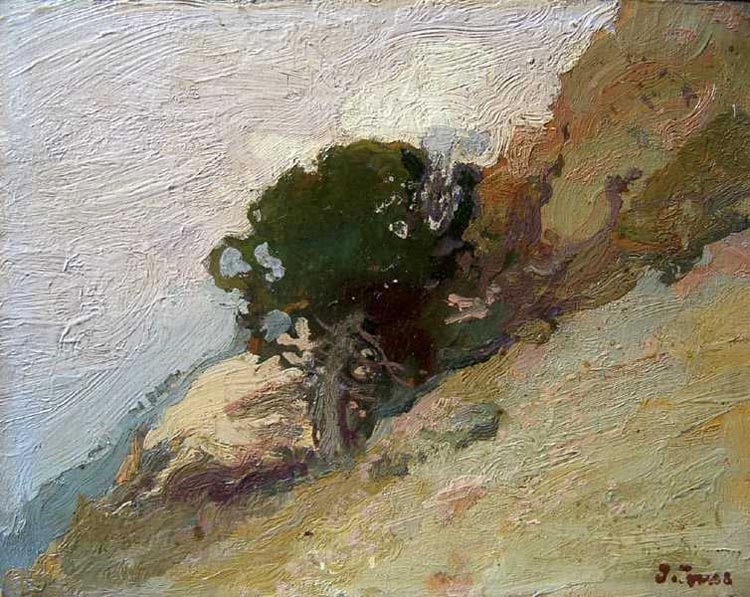
Пейзаж
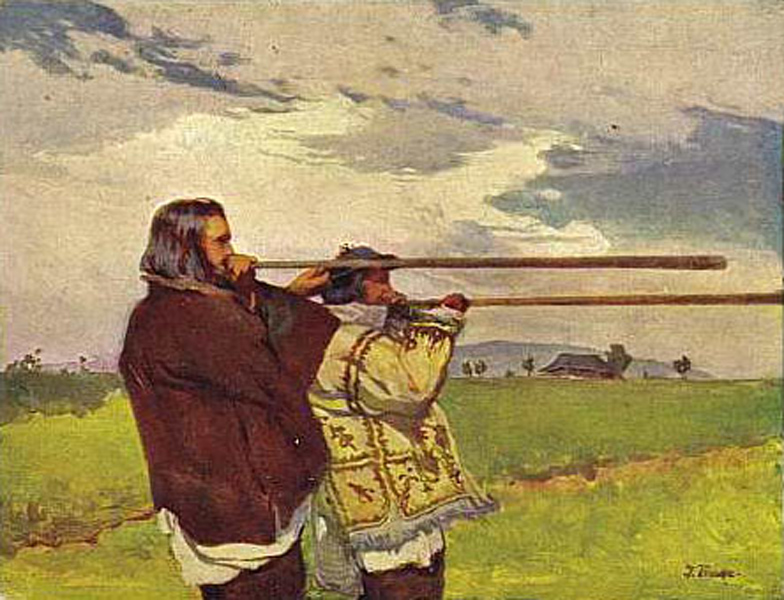
Трембітарі
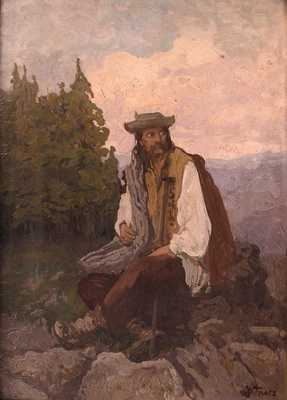
Гуцул
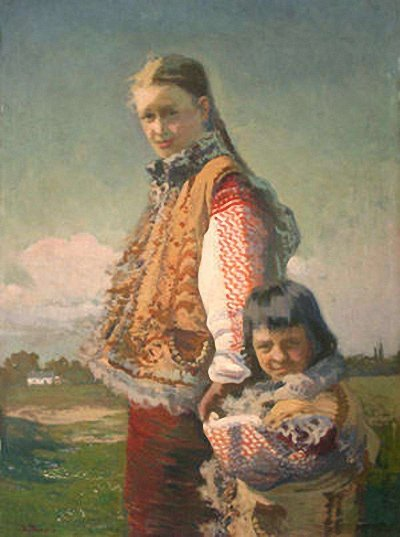
Гуцулки
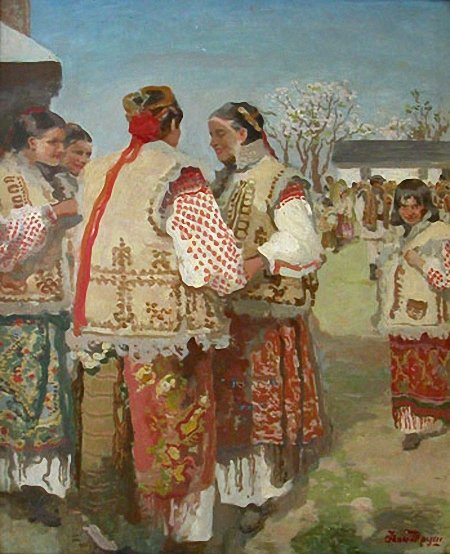
Гуцулки біля церкви
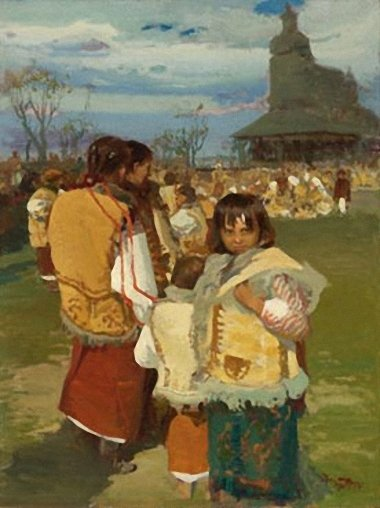
Гагіллки (1921)
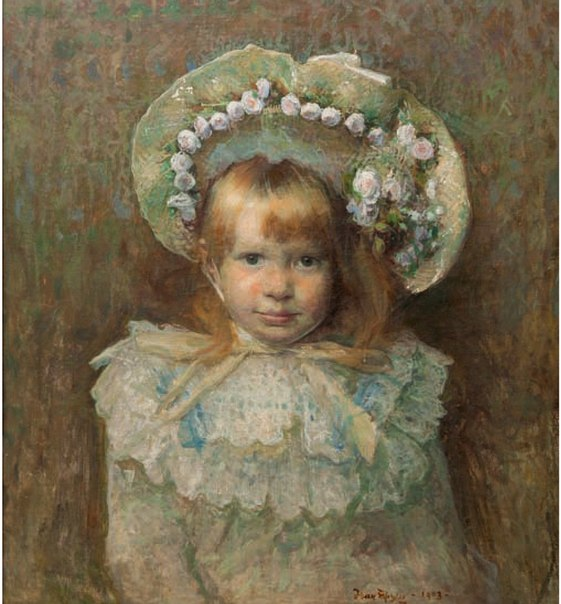
Катерина Грушевська
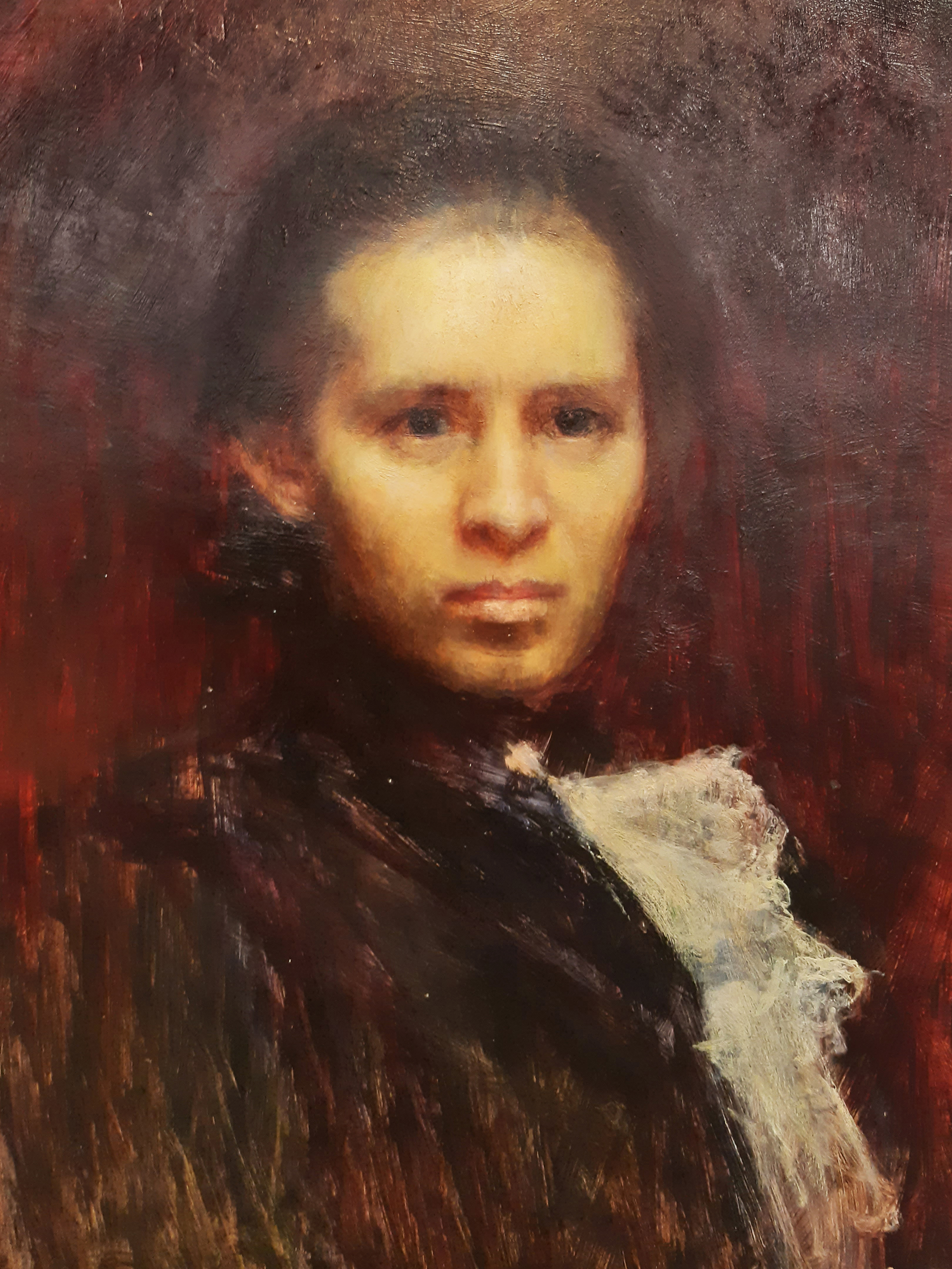
Портрет Лесі Українки
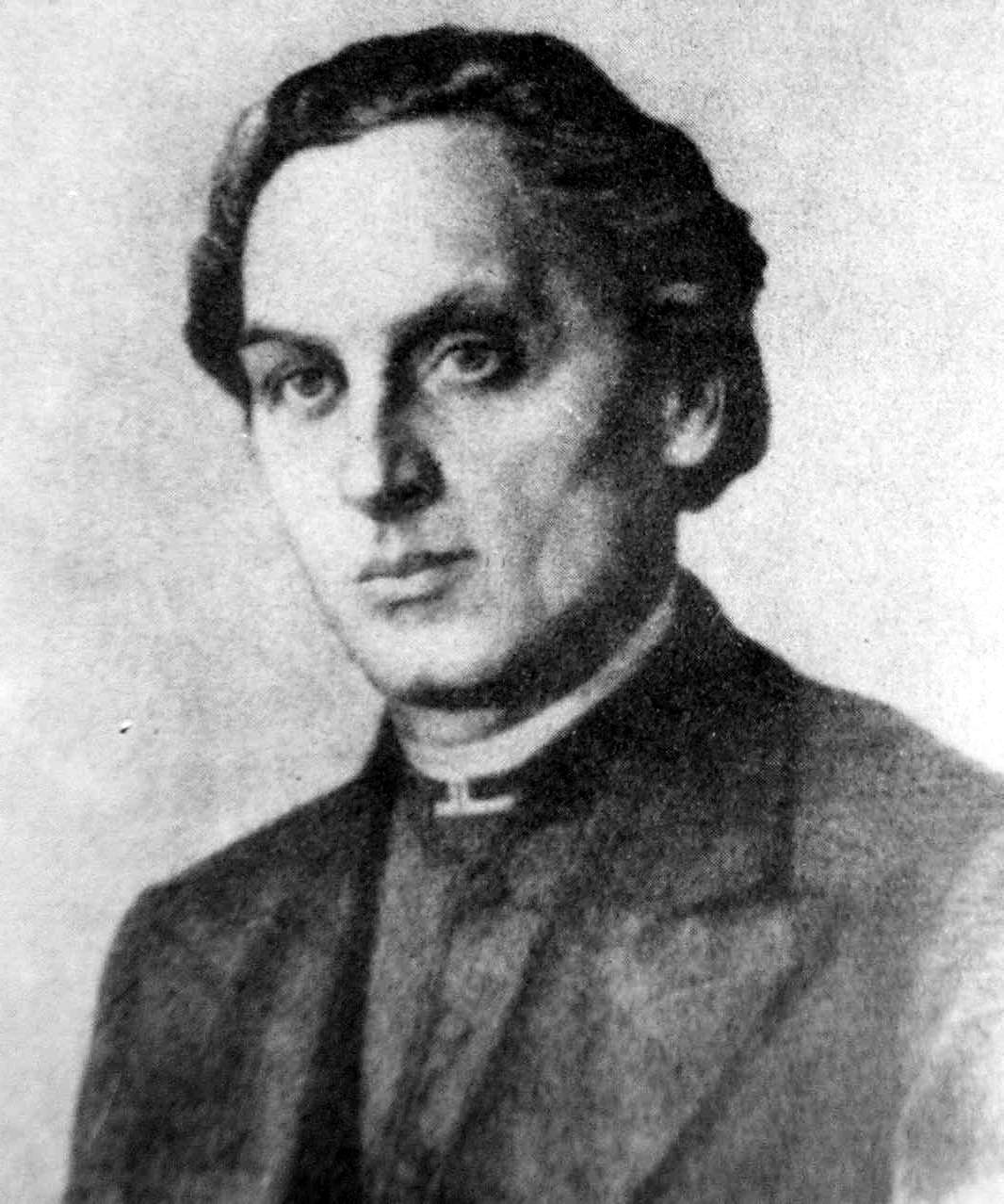
Маркіян Шашкевич
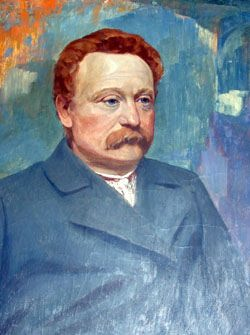
Іван Франко

## Родина
Іван Труш був одружений з Аріадною (Радою) Драгомановою — донькою Михайла Драгоманова, кузиною Лесі Українки.. У шлюбі народилися діти:
- Мирон — спортсмен: стрільба з лука, чемпіон світу в складі збірної Польщі; хокей; репресований совітами (10 років), виїхав до Польщі, де помер 1978 року.
- Роман — спортсмен, тренер (стрільба з лука).[11]
- Аріадна — мистецтвознавиця.

## Вшанування
|                                            |  |  |
| Ювілейна монета НБУ присвячена Івану Трушу |  |  |

- Львівський державний коледж декоративного і ужиткового мистецтва імені Івана Труша
- Художньо-меморіальний музей Івана Труша у Львові, в колишньому будинку художника (№ 28 на вулиці його імені).
- Пам'ятник Іванові Трушу (автори — скульптор Сергій Олешко, архітектор Михайло Ягольник), встановлений 1996 року на вулиці Франка у Львові[12].
- Бродівська гімназія імені Івана Труша, на подвір'ї якої 1986 року встановлено пам'ятник видатним учням і викладачам Бродівської гімназії (автор — скульптор Богдан Романець), серед яких згадано й І. Труша, що навчався тут у 1881—1889 роках[13], у 2009 році на фасаді гімназії на його честь встановлена меморіальна таблиця[14].
- На честь Івана Труша названі вулиця в Івано-Франківську, у Львові, Золочеві та Бродах.

## Світлини

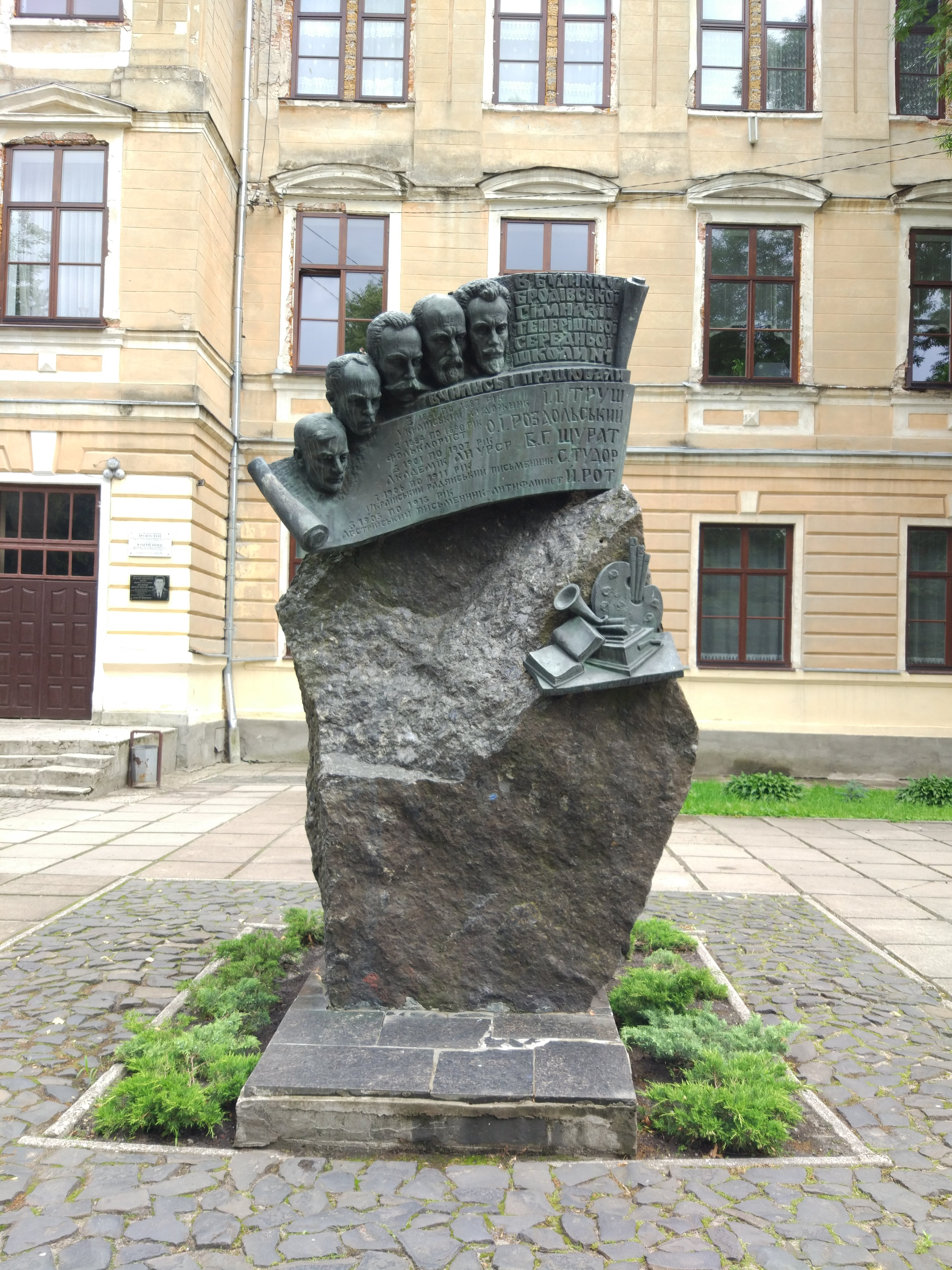
Пам'ятник видатним учням і викладачам Бродівської гімназії
Меморіальна таблиця на фасаді Бродівської гімназії
Пам'ятник Івану Трушеві у Львові на вул. Івана Франка
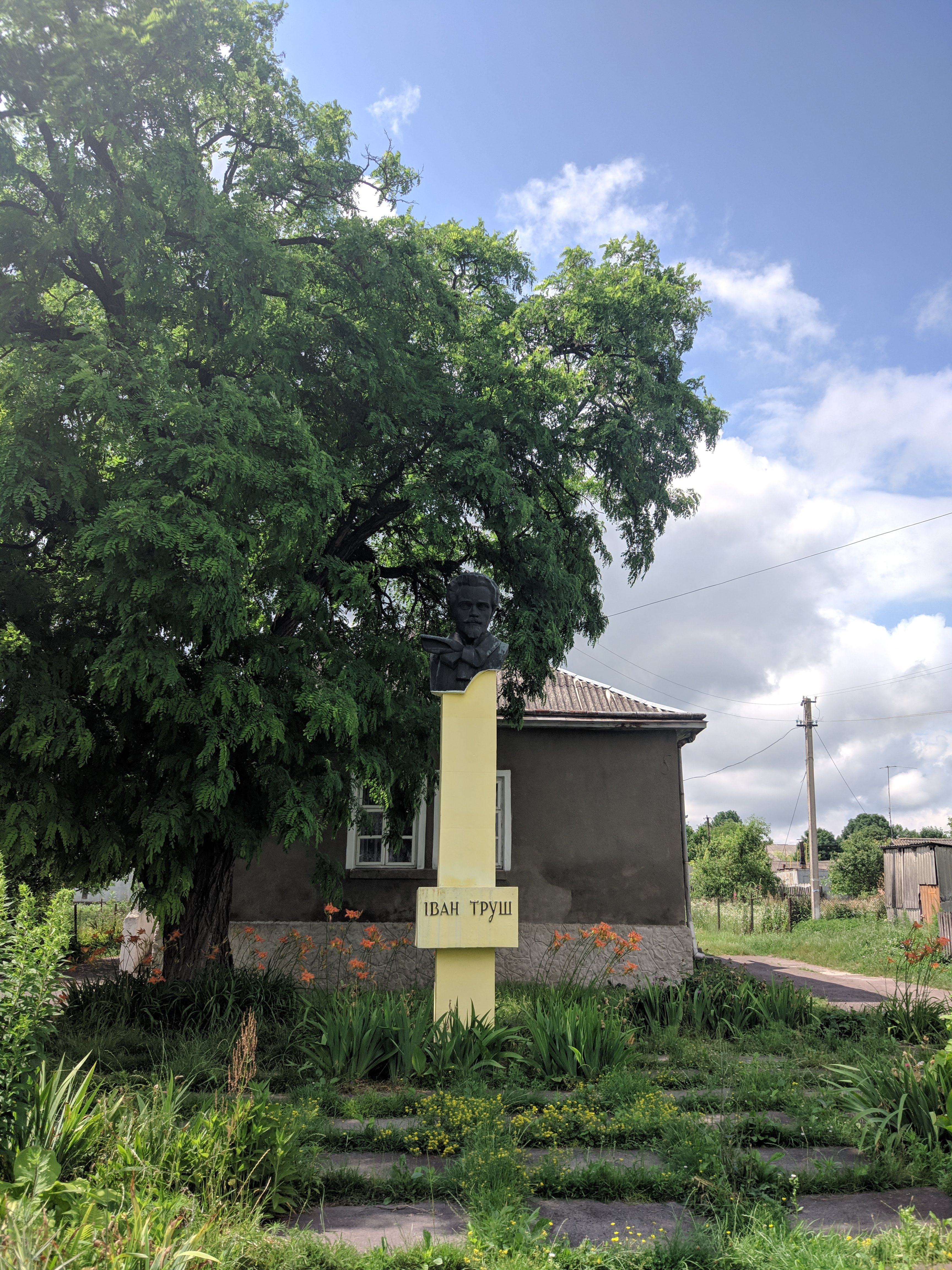
Пам'ятник у селі Висоцько